# Klokočovská lípa
Klokočovská lípa - také známa jako Tisíciletá lípa, Karlova lípa, Královská, nebo dokonce Císařská - je jedním z nejstarších žijících památných stromů v Čechách. Jako jedna z mála našich památných lip by skutečně mohla dosahovat věku, který jí přiřkly staré příběhy a pověsti. Roste v obci Klokočov a je nejmohutnějším stromem na Havlíčkobrodsku. Je uváděna již roku 1883 v časopise Háj.

## Základní údaje
- název: Klokočovská lípa, Tisíciletá lípa, Karlova lípa, Královská lípa
- výška: 14 m (1913)[4], 15 m (1935)[5], 19 m (1993)[6][1], 20 m (1997)[6]
- výška kmene: 2,8 m (1935)[5]
- obvod: 1050 cm (1913)[4], 1050 cm (1935)[5], 870 cm (1993)[6][1], 865 cm (1997)[6], 888 cm (2001)[3], 890 cm[2]
- věk: 900 let (1913)[4], 1000 let[2][3]
- chráněna: od r. 1976[2], jako chráněný přírodní výtvor - strom od 1. ledna 1989[1]
- finalista soutěže Strom roku 2008 (6. místo)
- sanace: 1923, 1935 (Frič)[3], 1989[3] , 1995
- souřadnice: 49°48'4.963"N, 15°40'28.619"E

V blízkosti lípy je umístěna tabule "památný strom" s laminovanou vývěskou informující o lípě a vývěska ve tvaru listu o anketě Strom roku. Dále před lípou stojí bílý pomník a pamětní kámen s (původně mosaznou - od listopadu 2007 plastovou) tabulí s nápisem:
„Tisíc skoro let přeletělo přes moji hlavu a jsouc nejstarší v království, mohu vypravovat o slávě Žižkově a Jiříkově i o ponížení lidu svého po bitvě bělohorské. Stáří moje nechť zírá vstříc jen šťastným dnům příštích věků!“ 
Nedaleko lípy jsou k dispozici lavičky a stolek.

## Stav stromu a údržba
Lípa má původní kmen, byť popraskaný a s objemnou otevřenou dutinou. Větví se ve výšce 2,5 metru. Dva terminály tvoří korunu, třetí je nekompletní, ohnutý (vodorovný) a obrostlý výmladky.
V roce 1923 byl kmen stažen obručemi. Během roku 1935 lípu restauroval inženýr J. Frič nákladem ministerstva školství a národní osvěty. Frič provedl konzervaci dutiny a stažení obručí. Při ošetření v roce 1989 po požáru dutiny bylo vyměněno zastřešení dutiny.
V následujících letech došlo k poškození stromu vylomením větve, ale i růstu adventivních kořenů, které strom vyživují a stabilizují. V roce 1995 byla provedena celková sanace, ošetření dutiny, její zastřešení proti zatékání, povolení obruče, odstranění suchých a poškozených větví a vybudování plůtku kolem stromu, jehož účelem je ochrana kořenových náběhů.

## Historie a pověsti
Klokočovská lípa byla údajně jedním ze stromů, které fungovaly jako směrník pralesních mokřadů Libické obchodní stezky. Ve 14. století šlo už o velmi statný strom, jehož stín zaujal Karla IV, který roku 1370 projížděl kolem. Císař jel ze zámku v Lichnici (kde ho rozbolela stará zranění) k léčivému prameni do Modletína a jelikož byla cesta dlouhá, rozhodl se odpočinout ve stínu této lípy. Na počest Karla IV je lípa nazývána Královská nebo Karlova.

## Další zajímavosti
Roku 2008 navrhly Iva Čechová (MěÚ Chotěboř) a Eva Jirsová (Gymnázium Chotěboř) Klokočovskou lípu do ankety Strom roku, ve které se probojovala do finále a získala díky rovným 2700 hlasům 6. místo.
Podle dobového průvodce po Chotěboři z roku 1935 se do lípy vešlo 13 dospělých osob nebo 20 dětí.
Lípě byl věnován prostor v televizním pořadu Paměť stromů, především v 8. dílu: Stromy královské.

## Galerie

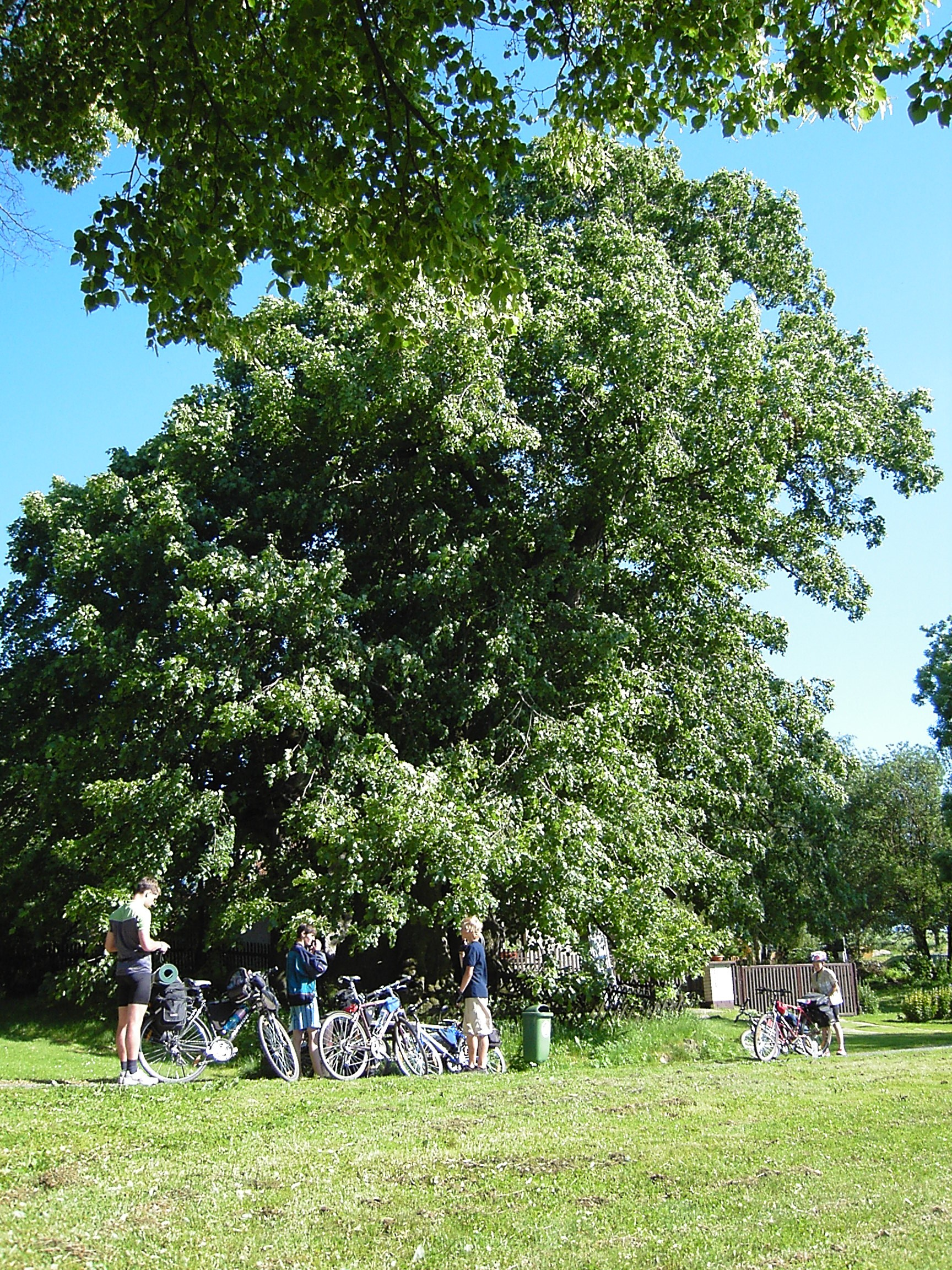
léto 2006
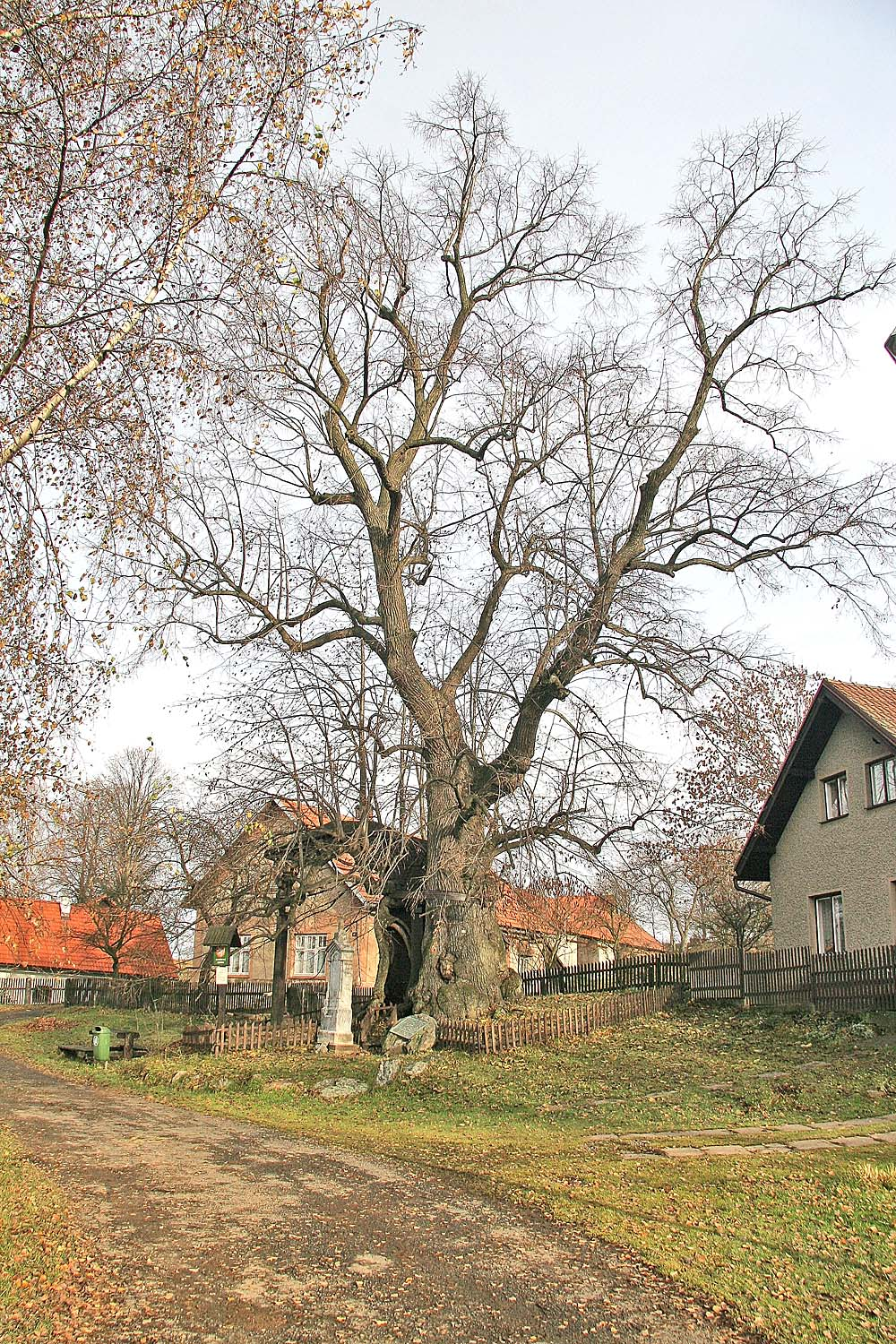
podzim 2006
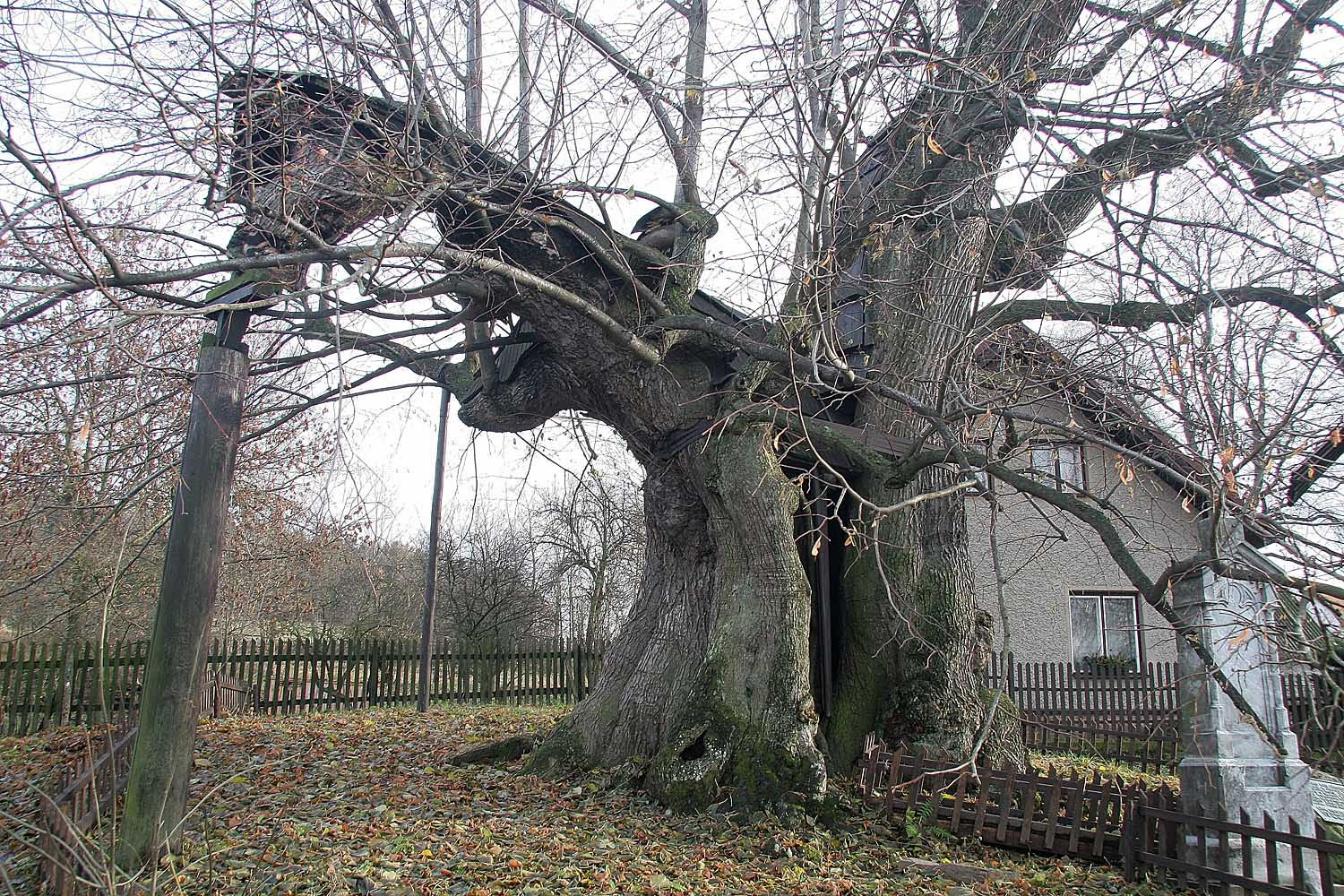
podzim 2006 - detail
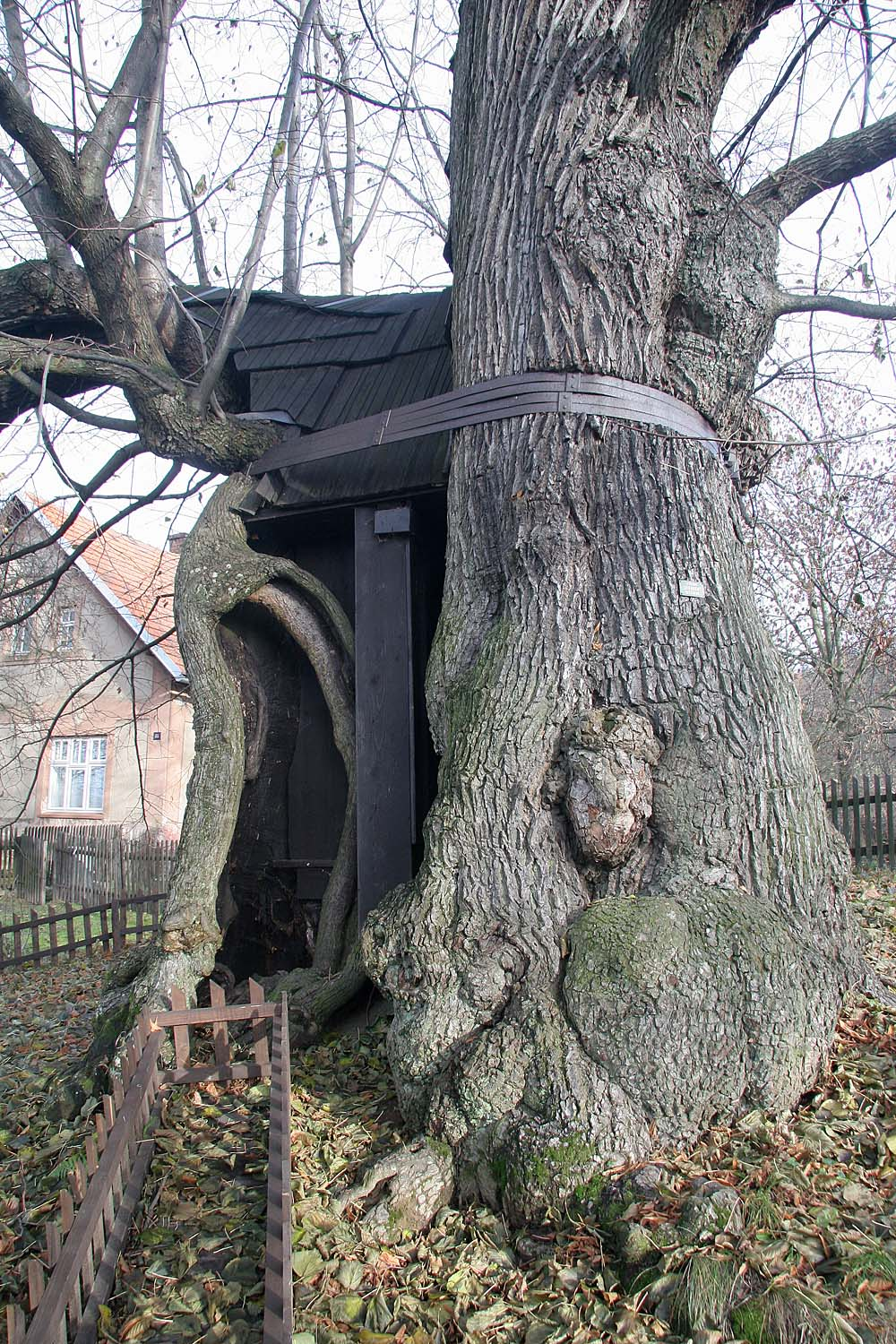
podzim 2006 - dutina
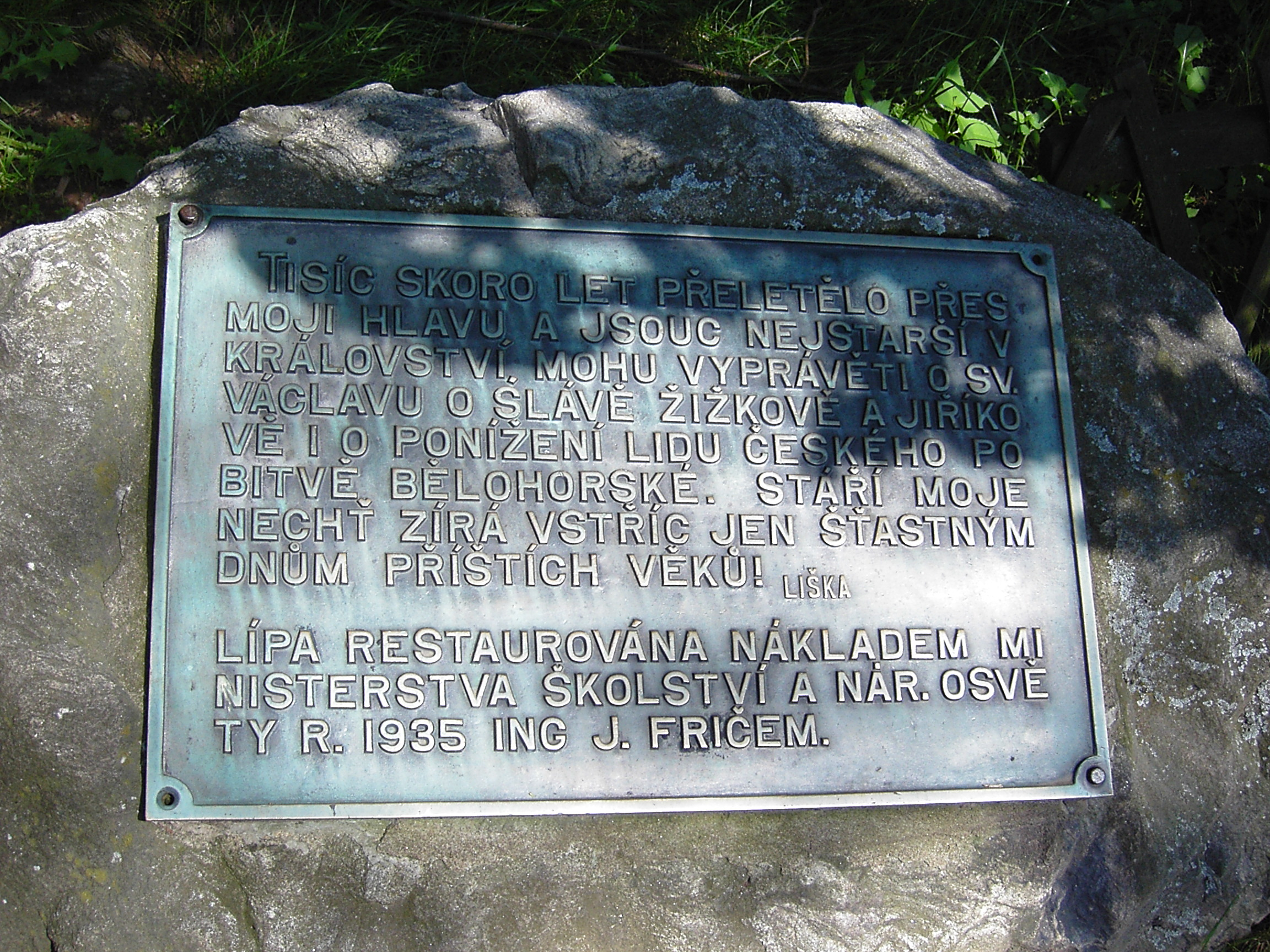
pamětní deska

## Památné a významné stromy v okolí
- Přemilovský jilm (2,5 km V: nejprve po žluté, poté po modré turistické trase)
- Lípa v Lipce (600 let, 7 km V)
- Spálavská lípa (540 let, 11 km JV)
- Lánská lípa (700 let, 8 km JV)
- Platan v Běstvině (11 km SZ)
- Duby v Běstvině (11 km SZ)
- Žižkův dub (Lichnice) (15 km SZ)